# Abarth 3000 SP
L'Abarth 3000 SP, chiamata anche Abarth 3000 Sport Prototipo Fiat Abarth 3000 o Abarth 3 litri SP (soprannominata Porsche Rossa per le somiglianze con la Porsche 908 MkIII), è famiglia di vetture da competizione realizzata dalla Abarth dal 1968 al 1971.

## Storia
Il primo modello Abarth costruito secondo le nuove normative è stato l'SE 013, una sportprototipo senza tettuccio a due posti realizzata nel 1968. La base su cui fu sviluppato il motore era il V8 da 2 litri presentato nel 1966, i cui cilindri erano stati modificati fino a raggiungere la cilindrata di 3 litri. Questo otto cilindri con due valvole per cilindro e quattro doppi carburatori Weber sviluppava 350 CV (257 kW) a 8200 giri al minuto. Il motore, installato dietro il conducente in posizione posteriore-centrale, era abbinato a una trasmissione a cinque velocità. 
La vettura fu omologata e inscritta alla 24 Ore di Le Mans 1968, venendo però ritirata dopo che la gara fu spostata dalla data originale di giugno in autunno a causa degli scioperi causati dalle proteste in atto nel 1968. Il debutto dell'Abarth 3000 SP avvenne nell'ottobre 1968 alle “Preis von Wien” ad Aspern e “Preis von Tirol” a Innsbruck, con Peter Schetty che vinse entrambe le gare.
Nel 1969 alla 500 km di Imola, Abarth schierò due 3000 con due carrozzerie differenti denominate SE 015 e SE 016. Nell'ottobre 1969 Arturo Merzario e Johannes Ortner conquistarono il secondo e il terzo posto nella classifica generale al “Preis von Tirol” e Merzario ottenne la vittoria di classe nella categoria oltre due litri. In seguito Toine Hezemans vinse la "International AvD Circuit Race" a Zolder.
Nel maggio 1970 la vettura prese parte alla Targa Florio. Mario Casoni, però, ebbe un incidente durante le prove, tanto che una sola vettura venne inscritta alla gara. Equipaggio Merzario/Ortner si ritirò dopo soli due giri per un guasto al cambio.
L'Abarth 3000 venne ulteriormente affinata per il 1971. Vennero ridotti gli ingombri del telaio tubolare e la carrozzeria venne resa più aerodinamica. La maggior parte delle modifiche però riguardarono il motore, che ricevette due alberi a camme per bancata, un sistema di alimentazione con iniezione indiretta di carburante Lucas al posto dei carburatori e il sistema di accensione elettronica "Dinoplex". Ciò fece incrementate la potenza a 365 CV (268 kW) erogati a 8400 giri al minuto.
Vennero previste due varianti di carrozzeria, chiamate tipo SE 020 e tipo SE 022. La vettura con alla guida Ortner vinse il campionato europeo della montagna con l'SE 022, aggiudicandosi le gare di Dobratsch, Rossfeld e Cesana-Sestriere e arrivando secondo su Mont Ventoux e Trento Bondone e terzo a Ollon-Villars.
Dopo che Carlo Abarth aveva venduto gli stabilimenti e il marchio alla Fiat alla fine della stagione, l'Abarth 3000 SP non venne più sviluppata, continuando ad essere usata da scuderie private.

## Palmarès
- Campionato europeo della montagna 1971 con Johannes Ortner